# Nasjonal Samling
Nasjonal Samling (NS; în traducere, „Adunarea Națională”) a fost un partid politic de extremă dreaptă norvegian activ din 1933 până în 1945. A fost singurul partid legal al Norvegiei din 1942 până în 1945. A fost fondat de fostul ministru al apărării Vidkun Quisling și un grup de susținători între care Johan Bernhard Hjort⁠(d) – care a condus aripa paramilitară a partidului (Hirden⁠(d)) pentru o scurtă perioadă de timp înainte de a părăsi partidul în 1937, după diferite conflicte interne. Partidul își sărbătorea înființarea pe 17 mai, sărbătoarea națională a Norvegiei⁠(d), dar fusese fondat pe 13 mai 1933. Nasjonal Samling a fost declarat ilegal și desființat la sfârșitul celui de-al Doilea Război Mondial în Europa, pe 8 mai 1945.

## Istorie

### Politica antebelică

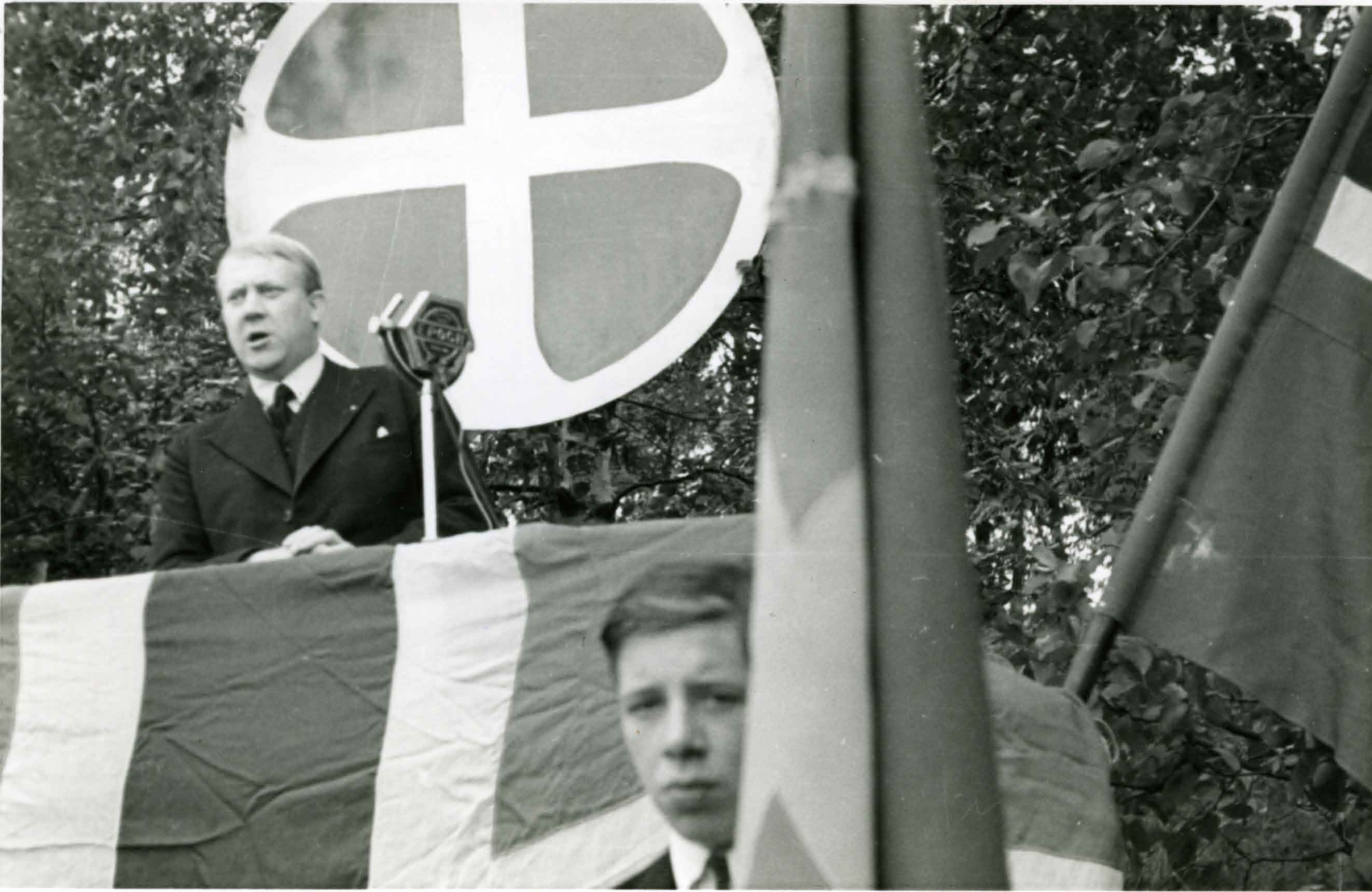
Vidkun Quisling la tribună în timpul unui miting de partid în anii 1930.

Partidul nu a câștigat niciodată influență politică directă, dar și-a pus amprenta asupra politicii norvegiene. Chiar dacă nu a reușit niciodată să obțină mai mult de 2,5% din voturi și nu a reușit să obțină niciun loc în Storting, a devenit un factor de polarizare a scenei politice. Partidele tradiționale din Norvegia l-au văzut ca pe o versiune norvegiană a naziștilor germani și, în general, au refuzat să coopereze cu el în vreun fel. Câteva dintre marșurile și mitingurile sale dinainte de război au fost fie interzise, fie afectate de violențe atunci când comuniștii și socialiștii s-au ciocnit cu Hirden.
O trăsătură semnificativă a partidului de-a lungul existenței sale a fost nivelul relativ ridicat al conflictelor interne. Antisemitismul, antimasoneria și punctele de vedere diferite asupra religiei, precum și asocierea partidului cu naziștii și Germania, au fost aprig dezbătute și au dus la aparița de facțiuni în partid. La izbucnirea celui de al Doilea Război Mondial, partidul avea în jur de 2.000 de membri.
Credințele puternice în naționalismul romantic⁠(d) și în autoritarism au dominat ideologia NS. De asemenea, el se baza foarte mult pe simbolismul nordic în propaganda și discursurile sale. A afirmat că simbolul său (vizibil în caseta de la începutul acestui articol), o cruce aurie a soarelui⁠(d) pe un fundal roșu (culorile stemei Norvegiei), sunt simbolul Sfântului Olaf, care este pictat pe scutul său.

### În timpul ocupației germane

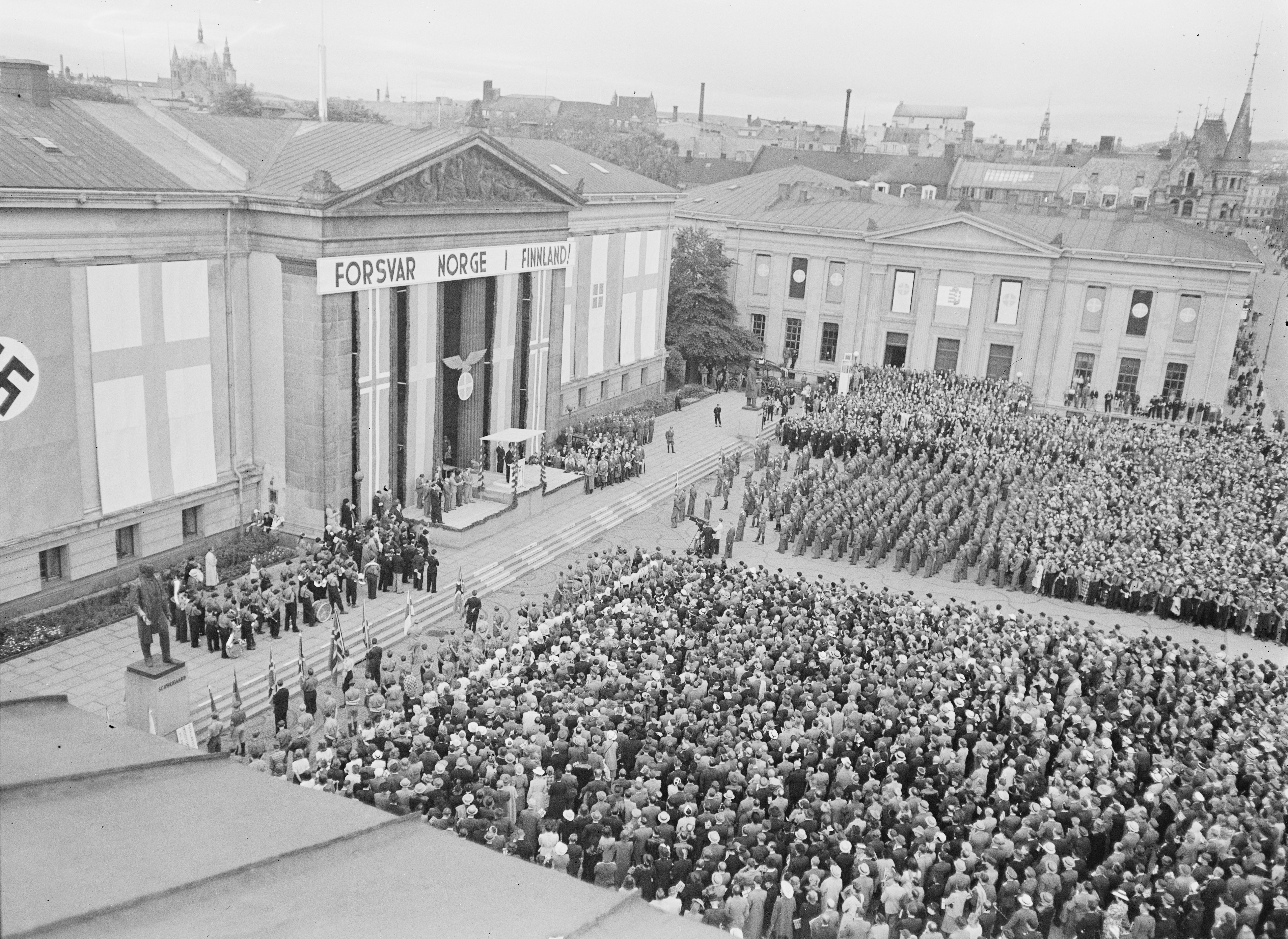
La, Vidkun Quisling a ținut un discurs la din Oslo, menit să recruteze voluntari pentru care să lupte pe Frontul de Est în Finlanda.

Chiar în ziua când Germania a invadat Norvegia pe 9 aprilie 1940, Quisling a dat buzna în studiourile Corporației Norvegiene de Radiodifuziune din Oslo și a ținut un discurs la radio prin care s-a autoproclamat prim-ministru⁠(d) și a ordonat încetarea imediată a rezistenței antigermane. În același timp, a acuzat Regatul Unit de „încălcarea neutralității Norvegiei prin minarea apelor teritoriale norvegiene⁠(d)” pe 8 aprilie. Regele Haakon al VII-lea, aflat încă pe un teritoriu neocupat de naziști, împreună cu guvernul Nygaardsvold⁠(d), a anunțat că preferă să abdice decât să numească în funcție orice guvern condus de Quisling. Guvernul Nygaardsvold a refuzat să demisioneze în favoarea lui Quisling și a confirmat că rezistența urma să continue. În lipsa sprijinului popular, forțele germane de ocupație l-au dat rapid pe Quisling deoparte.
În decembrie 1940, numărul de membri în Nasjonal Samling a crescut la 22.000 și a atins vârful de aproximativ 44.000 în noiembrie 1943.
După o scurtă perioadă cu un guvern interimar civil (Administrasjonsrådet⁠(d)) numit de Curtea Supremă⁠(d), germanii au preluat controlul prin Reichskommissarul⁠(d) Josef Terboven⁠(d). El și-a numit un guvern responsabil față de el, majoritatea miniștrilor din rândurile partidului Nasjonal Samling. Quisling, liderul partidului, era însă o persoană controversată în Norvegia, dar și în rândul ocupanților, și i s-a refuzat o funcție oficială până la 1 februarie 1942, când a devenit „ministru-președinte” al „guvernului național⁠(d)”. Alți miniștri importanți au fost Jonas Lie⁠(d) (în același timp șef al aripii norvegiene a SS din 1941) ca ministru al poliției, Gulbrand Lunde⁠(d) ca ministru al „deșteptării și propagandei populare”, și cântărețul de operă Albert Viljam Hagelin⁠(d), care a fost ministru al afacerilor interne. Administrația NS avea o anumită autonomie în chestiuni pur civile, dar în realitate era controlată de Reichskommissarul Terboven în calitate de „șef al statului”, subordonat doar lui Adolf Hitler.

### După război
Autoritățile postbelice au interzis partidul și i-au urmărit penal pe membrii acestuia pentru colaboraționism cu puterea ocupantă. Aproape 50.000 de persoane au fost trimise în judecată, dintre care aproximativ jumătate au primit pedepse cu închisoarea. Quisling și alți câțiva membri importanți ai NS au fost condamnați la moarte pentru trădare și executați. La fel s-a întâmplat și cu unii oficiali germani activi în Norvegia, condamnați pentru crime de război.
O chestiune controversată a epurării postbelice a fost cazul Hamsun, care stârnește și astăzi dezbateri. Autorul de renume internațional Knut Hamsun nu a fost membru al NS, dar a fost un cunoscut simpatizant. După război, la 87 de ani, Hamsun a fost judecat și amendat penal, fiind considerat inapt din punct de vedere mental pentru a fi condamnat la închisoare. Problema legăturilor sale cu partidul nu a fost niciodată rezolvată în mod corespunzător. Statutul lui Hamsun ca laureat al Premiului Nobel a făcut ca legăturile sale cu NS să fie un subiect sensibil.